# Sukreml
Sukreml (en rus: Сукремль) és un poble de l'óblast de Kaluga, a Rússia, que en el cens del 2010 tenia 12 habitants, pertany al districte de Jizdra.